# Чи вмієш ти свистати, Юганно?
«Чи вмієш ти свистати, Юганно?» — повість шведського письменника Ульфа Старка; видана у 1992 році. 
Книга надзвичайно популярна у світі, а в Швеції з 1994 року є традиція на Різдво показувати по телебаченню екранізацію цього твору.

## Сюжет
|               | Напевно, з усіх своїх творів найбільше я люблю повістинку “Чи вмієш ти свистати, Юганно?”. Можливо, тому, що по назві не можна передбачити сюжет книжки. Назва поетична. Водночас це назва пісні, яку я пам’ятаю з дитинства. Пісні, яку я любив тоді. Але як я таки казав: смаки змінюються. |
| — Ульф Старк, | |

Головні герої — семирічні хлопчаки Ульф і Берра. Оповідь ведеться від імені Ульфа, який намагається всіма силами намагається допомогти своєму другові Берру мати такого дідуся як у нього самого. Життя друзів змінює знайомство з самотнім дідусем з притулку для літніх людей Нільсом, якого вони теж зуміли зробити щасливим, нехай і ненадовго. "Чи вмієш ти свистати, Юганно?"  - це назва пісні, яку насвистує Нільс в пам'ять про свою дружину Юганну.

## Переклади українською
Вперше українською фрагмент книги було надруковано на дитячій сторінці «Стежинка» газети «Наша віра» 1997 року , в повному обсязі книгу видало видавництво Видавництво Старого Лева у перекладі Галини Карпи з ілюстраціями Ольги Гринюк.
- Старк Ульф. Чи вмієш ти свистати, Юганно? Переклад зі шведської: Кирпа Галина, обкладинка: т	розмір: 210х220 мм.; худ. оформлення Ольги Гринюк. — Львів : Видавництво Старого Лева, 2016. — 72 с. — (Серія «Ілюстровані історії та казки») — ISBN 978-617-679-215-4